# Zvuk
Zvuk je mehanički val frekvencija od 20 Hz do 20 kHz, tojest u rasponu u kojem ga čuje ljudsko uho. Zvuk frekvencije niže od 20 Hz naziva se infrazvukom, zvuk frekvencije više od 20 kHz ultrazvukom, a ako je frekvencija viša od 1 GHz, hiperzvukom. Zvuk nastaje više ili manje periodičnim titranjem izvora zvuka koji u neposrednoj okolici mijenja tlak sredstva (medija), poremećaj tlaka prenosi se na susjedne čestice medija i tako se širi u obliku uglavnom longitudinalnih valova u plinovima i kapljevinama i longitudinalnih i transverzalnih valova u krutinama. Brzina zvuka uglavnom ovisi o gustoći i elastičnim silama u krutinama i kapljevinama a u plinovima o gustoći, temperaturi i tlaku. Osim u uobičajenim mjernim jedinicama brzine (m/s, km/h), mjeri se i nenormiranom jedinicom mah (machov broj). Kada zrakoplov dosegne brzinu zvuka (oko 343 m/s), tlak se neposredno pred zrakoplovom poremeti, otpor znatno poraste, pa nastaju udarni valovi, koje promatrači na tlu doživljavaju kao prasak (takozvano probijanje zvučnoga zida).
Zvuk se širi bez prijenosa mase, ali se zvukom prenose Impuls sile i energija. U svezi s tim, definiraju se jakost, razina jakosti, glasnoća i razina glasnoće zvuka (akustika). Kao i u ostalim vrstama valova, i u širenju zvuka očituju se pojave svojstvene svakom valnom gibanju, kao što su apsorpcija, Dopplerov učinak, interferencija valova, lom (refrakcija), odbijanje (refleksija), ogib (difrakcija).
U glazbi, zvuk se razlikuje od tona u užem smislu riječi i od šuma po odnosima parcijalnih tonova ili parcijala. Parcijali tona maksimalno su harmonični, dok su parcijali zvuka tek djelomično harmonični (više je neharmoničnih gornjih parcijalnih tonova nego kod zvuka), a kod šuma su odnosi parcijala posve neharmonični. Osnovna obilježja zvuka (visina, jakost, trajanje i boja) istoznačna su s osnovnim obilježjima tona, samo ih je teže precizno odrediti nego za ton. Pojam zvuk koristi se u glazbi, ponajprije u svakodnevnoj uporabi, i kao sinonim za pojedinačna i skupna obilježja zvuka (na primjer zvukovnu boju) ili osjetilni dojam zvučanja nekih glazbala ili ansambala (na primjer zvuk orgulja, zvuk zbora).
Zvuk se širi zbog elastične veze među molekulama sredstva. U plinovima i tekućinama valovi zvuka su isključivo longitudinalni (to jest šire se u istom pravcu u kojem se gibaju čestice medija pri titranju), dok u čvrstim tijelima valovi mogu biti također transverzalni, to jest čestice medija mogu titrati i okomito na pravac širenja vala. Zvuk se ne može širiti kroz vakuum. Izvor zvuka je uvijek mehaničko titranje nekog tijela. Kad udarimo o neki predmet, na primjer trgnemo napetu žicu, čujemo zvuk, a taj osjet zvuka prestaje čim spriječimo da tijelo titra. Energija zvuka širi se nekim sredstvom (medijem) u obliku mehaničkog vala. To sredstvo je obično zrak, a može biti i tekuće ili elastično čvrsto tijelo. Bez sredstva u kojem se šire mehanički valovi ne možemo čuti zvuk. Prema pravilnosti titranja razlikujemo ton, šum i buku. Ton je zvuk koji se sastoji od harmoničkih titraja, dok su šum i buka smjesa titraja različitih frekvencija i amplituda.

## Svojstva
Zvučni val se kroz različite medije kreće različitim brzinama. U zraku, taj se val, kreće brzinom od približno 343 m/s, u vodi se kreće približnom brzinom od 1 500 m/s, a u željeznoj žici oko 5 000 m/s. Što je materijal gušći, to se zvuk kroz njega prenosi duže i brže. Zvuk je određen, kao i ostali valovi, dvjema fizikalnim veličinama, frekvencijom i valnom duljinom. Broj titraja koje materijal čini u jednoj sekundi se naziva frekvencija, oznaka je f, a mjerna jedinica Hz (Herc). Normalno ljudsko uho može čuti zvukove u frekvenciji od 16 Hz do 20 000 Hz. Sve zvukove frekvencije ispod 16 Hz nazivamo infrazvukovima ili podzvukovima, a zvukove frekvencije više od 20 000 Hz nazivamo ultrazvukovima ili nadzvukovima; oni se koriste u tehnici i medicini. Valna duljina, s druge strane, je razmak između dva susjedna najveća zgušnjenja, kao i između dva susjedna razrjeđenja, medija kroz koju se val širi.U osnovi zvukove možemo podijeliti na dvije skupine: šumove i tonove. Šum je zvuk koji nastaje nepravilnim titranjem zvučnog izvora pri čemu se frekvencija stalno mijenja, dok ton nastaje pravilnim titranjem zvučnog izvora i frekvencija je stalna.